# Hermannia linnaeoides
Hermannia linnaeoides là một loài thực vật có hoa trong họ Cẩm quỳ. Loài này được K. Schum. mô tả khoa học đầu tiên.